# Obsjtina Radomir
Obsjtina Radomir (bulgariska: Община Радомир) är en kommun i Bulgarien.   Den ligger i regionen Pernik, i den västra delen av landet, 40 km sydväst om huvudstaden Sofia.
Obsjtina Radomir delas in i:
- Dolna Dikanja
- Dren
- Drugan
- Izvor
- Stefanovo
- Gălăbnik
- Dolni Rakovets
- Klenovik
- Kopanitsa

Följande samhällen finns i Obsjtina Radomir:
- Radomir

Trakten runt Obsjtina Radomir består i huvudsak av gräsmarker. Runt Obsjtina Radomir är det ganska glesbefolkat, med 45 invånare per kvadratkilometer.